# Soulèvement du Yorkshire
Le soulèvement du Yorkshire eut lieu en 1489 en Angleterre, sous le règne d'Henri VII.

## Causes
Le Parlement avait décidé de fournir des subsides de 100 000 livres au roi Henri VII. En effet, Henri voulait défendre la Bretagne, qui l'avait accueilli lors de son exil entre 1471 et 1484, contre l'expansion grandissante de la France. Henri VII envoya le comte de Northumberland collecter les taxes pour financer sa campagne. Cependant, nombreux furent ceux qui, dans le Yorkshire, affirmèrent avoir déjà payé par le biais de taxes locales. Ils ne souhaitaient pas donner plus d'argent pour un pays étranger, de surcroît éloigné. De plus, le Yorkshire finançait habituellement les guerres contre l'Écosse, dont les incursions dans le Nord de l'Angleterre étaient assez fréquentes. Enfin, les habitants du Yorkshire considéraient comme injuste le fait que certains comtés, à l'instar du Cumberland et du Westmorland, soient exemptés d'impôts.

## La révolte
Une révolte éclata en avril 1489. Envoyé parlementer avec les rebelles, Northumberland fut jeté à bas de son cheval et massacré ; une note laissée près de son corps le blâma pour la mort de Richard III lors de la bataille de Bosworth en 1485. Les rebelles demandèrent un pardon au roi, que ce dernier refusa. Henri VII envoya 8,000 hommes commandés par Thomas Howard, comte de Surrey. Les rebelles s'enfuirent et leur chef, John Chamber, fut pendu pour trahison. Ils choisirent un nouveau leader en la personne de John Egremont. Ce dernier s'enfuit cependant à la cour de Marguerite d'York en Flandres, une adversaire acharnée d'Henri VII.

## Suites
Les rebelles reçurent finalement un pardon du roi, qui ne pouvait que négocier. Henri VII ne collecta plus de taxes et abandonna son allié breton. Conscient que le Yorkshire avait toujours de la sympathie aux partisans de Richard III, il envoya le comte de Surrey, un ancien partisan de la Maison d'York, pacifier la région.